# Janina Woynarowska
Janina Woynarowska (ur. 10 maja 1923 w Piwnicznej, zm. trag. 24 listopada 1979 w Krakowie) – polska pielęgniarka, działaczka charytatywna, poetka, związana z Chrzanowem oraz Czcigodna Służebnica Boża Kościoła katolickiego.

## Życiorys
Jej rodzona matka zmarła podczas epidemii tyfusu i została pochowana w Istebnej. Była dzieckiem adoptowanym we wczesnym dzieciństwie przez zamożne małżeństwo tytularnego pułkownika lekarza Kazimierza Witolda Strzemię-Woynarowskiego (ur. 1869), prezesa miejskiego Towarzystwa Gimnastycznego „Sokół”, i Marii Jadwigi z Twarogów (ur. 1888), członkini Towarzystwa św. Wincentego á Paulo. Nieznane są okoliczności jej adopcji. Rodzina zamieszkiwała w Chrzanowie, we własnym domu, zwanym „białym dworkiem”, przy Alei Henryka 24. Był to dom, w którym prowadzono działalność charytatywną, dla ubogich wydawano posiłki, a także świadczono pomoc materialną i medyczną, a wszystko to przepojone było rodzinnym ciepłem, atmosferą religijności oraz patriotyzmu. Zaprzyjaźniła się wówczas z rówieśnicą Marysią Lubasz, która tak po latach wspominała chwile ich dzieciństwa:

Na każde imieniny, rodzinne uroczystości i święta kościelne Janina recytowała wiersze, śpiewała piosenki i grała na pianinie. Wspólnie stroiłyśmy w kwiaty i wstążki fotele, na których podczas tych miłych chwil siedzieli jej rodzice, również bardzo szczęśliwi. Wieczorem schodzili się goście do salonu, a my bawiłyśmy się w jadalni. Często przyjeżdżał do Janeczki kuzyn Leszek, bardzo go lubiła, znał dużo zabaw i ładnie opowiadał przeczytane książki. W lecie bawiliśmy się w przylegającym do domu ogrodzie. A w zimę chodziliśmy na lodowisko do „Sokoła” przy ulicy Sokoła. Obie uwielbiałyśmy jazdę na łyżwach, ale zabawy w śnieżki też były miłe.

Była dzieckiem chorowitym, dwie pierwsze klasy szkoły powszechnej przerobiła w domu, a następnie zaczęła uczęszczać do Żeńskiej Szkoły Powszechnej nr 3 im. Królowej Jadwigi, nieopodal jej domu, po czym zdając w 1936 egzaminy wstępne dostała się do Prywatnego Gimnazjum Żeńskiego im. Michaliny Mościckiej, ale musiała je wkrótce przerwać 1 września 1939 na skutek wybuchu II wojny światowej. Rodzice postanowili wówczas, że zorganizują tajne komplety w swoim domu dla kilku dzieci. Z braku czasu, musiała je jednak przerwać, ponieważ spadł na nią obowiązek zajmowania się domem.
Wkrótce rodzina otrzymała od niemieckich władz okupacyjnych nakaz opuszczenia „białego dworku” i przesiedlenia się do mieszkania przy ulicy Krakowskiej, a następnie przy Alei Henryka 32. Podczas okupacji wiele dziewcząt otrzymało nakaz pracy przy kopaniu rowów przeciwlotniczych, w tym również i Janina Woynarowska. Po zakończeniu II wojny światowej zezwolono rodzinie Woynarowskich na powrót do ich własnego, zdewastowanego domu przy Alei Henryka 24. Wkrótce po przybyciu do niego 21 maja 1945 zmarł jej ojciec. Wtedy to podjęła pracę w Przychodni Obwodowej przy ul. Koniewa 19 (aktualnie Zakład Lecznictwa Ambulatoryjnego przy ul. Sokoła 19), na stanowisku młodszej higienistki, a po pół roku została awansowana na starszą higienistkę. 26 czerwca 1946 złożyła pielęgniarskie ślubowanie, a rok później ukończyła dodatkowy kurs dla pracowników Ubezpieczalni Społecznej.
Włączyła się aktywnie do zawiązanej przy parafii św. Mikołaja żeńskiej grupy Żywego Różańca, będąc jego animatorką. W tym czasie zaczęła pisać wiersze, ujawniając swoje poetyckie zdolności. W 1950 uzyskała państwowe świadectwo Pielęgniarki Dyplomowanej. Był to okres pogłębienia przez nią praktyk religijnych, bowiem codziennie przed pracą uczestniczyła we mszy świętej oraz adoracji Chrystusa na Krzyżu. Niekiedy po przyjściu do kościoła św. Mikołaja udawała się do kaplicy św. Stanisława biskupa i tam leżała krzyżem na zimnej posadzce, prowadząc cichy dialog z Chrystusem. Tak to później wspominała:

W życiu moim Chrystus zajął pierwsze miejsce, jest dla mnie wszystkim (...) w codziennym przeżywaniu wiary, którą wyniosłam z domu rodzinnego, jako największy skarb, największe dobro.

Pracę zawodową poszerzyła o działalność społeczną i charytatywną, pomagając na miarę swoich możliwości potrzebującym. 2 lipca 1953 zmarła jej matka. Podczas jej pogrzebu zasłabła, a następnie odwieziono ją do szpitala. Po powrocie ze szpitala do pustego domu napisała później jeden z najpiękniejszych swoich wierszy pt. Matka:

Nie urodziła, ale dała Miłość,

którą otuliła na zawsze bezbronną, sierocą istotę.

W swoje życie zaprosiła,

swoim życiem się podzieliła – czuwając dzień i noc gotowością czułych rąk.

Światłem pogodnych spojrzeń rozpraszała lęk dziecięcego serca,

które...

Nieustającą pieśń śpiewa – Mateńko...

1 stycznia 1956 otrzymała nominację na stanowisko przełożonej pielęgniarek przy Przychodni Obwodowej w Chrzanowie i przewodniczącej koła Polskiego Towarzystwa Pielęgniarskiego. Chorowała na postępującą skoliozę, nękającą ją od dziecka.
W 1961 złożyła roczne śluby czystości, ubóstwa i posłuszeństwa, zostając członkinią Instytutu Świeckiego Chrystusa Odkupiciela Człowieka w Krakowie, a później w 1964 redaktorką biuletynu tego Instytutu pt. Ora et Labora. 1 grudnia 1962 otrzymała nominację na stanowisko instruktorki i przełożonej pielęgniarek przy Wydziale Zdrowia i Opieki Społecznej w Prezydium Powiatowej Rady Narodowej w Chrzanowie. W 1966 złożyła na ręce kard. Karola Wojtyły, późniejszego papieża i świętego, śluby wieczyste, w obecności założyciela Instytutu Świeckiego Chrystusa Odkupiciela Człowieka, ks. Witolda Kacza. Nie mając środków finansowych na utrzymanie swojego dużego domu, sprzedała go, przenosząc się w 1967 do mieszkania przy ul. Grunwaldzkiej 13, gdzie zamieszkała ze swoją kuzynką Elżbietą Twaróg-Rawicz. W 1969 jadąc karetką do jednego chorego, postanowiła drugiego chorego po amputacji obu nóg zabrać na jego prośbę do klasztoru leżącego przy trasie przejazdu. Spotkały ją z tego powodu przykrości. Pomimo dyscyplinarnego zwolnienia pozwolono jej jednak wrócić do zawodu i pracować w gabinecie zabiegowym, gdzie spędziła ostatnie 10 lat życia.
Pisywała teksty do czasopism związanych z zawodem pielęgniarki: Pielęgniarka i Położna, Służba Zdrowia i Zdrowie. W 1976 uczestniczyła w Międzynarodowym Kongresie Instytutów Świeckich w Rzymie, odwiedzając później w Asyżu m.in. grób św. Franciszka. W latach 1972–1979 była aktywną uczestniczką Synodu Duszpasterstwa Archidiecezji Krakowskiej, na którym zaprzyjaźniła się z pielęgniarką Hanną Chrzanowską, późniejszą błogosławioną. Na początku lat siedemdziesiątych rozpoczęła studia w trybie zaocznym na Wydziale Psychologii i Filozofii Chrześcijańskiej, które ukończyła nadaniem tytułu magistra w 1979. Była założycielką Parafialnego Zespołu Charytatywnego przy parafii św. Mikołaja, pracowała jako kurator społeczny oraz rzecznik opiniujący w Ośrodku Adopcyjnym. Przy współpracy z duszpasterzami parafii św. Mikołaja prowadziła przez wiele lat poradnictwo przedmałżeńskie i rodzinne. Była organizatorką wyjazdów wypoczynkowo-rekolekcyjnych (od lipca 1977) dla ludzi chorych, starszych i samotnych do Sanktuarium Matki Bożej Opiekunki Rodzin Robotniczych w Płokach. Z jej inicjatywy i ks. prałata Zbigniewa Mońki powstał Dom Samotnej Matki przy ul. Sokoła 44, jako dar rodziny państwa Szurek-Lusińskich, którzy przekazali na ten cel cały parter budynku. W latach 1976–1979 była czynną członkinią Grupy Literackiej „Gronie” w Żywcu.
24 listopada 1979 w deszczowo-śnieżną sobotę zginęła, jadąc samochodem z Bochni do Chrzanowa wraz z lekarką Emilią Szurek-Lusińską w pobliżu krakowskiego Pasternika, gdzie samochód ich wpadł w poślizg i uderzył o przydrożne drzewo. Homilię podczas mszy pogrzebowej 29 listopada wygłosił bp Jan Pietraszko z Krakowa oraz ks. prałat Witold Kacz, przy licznym udziale wiernych. Spoczęła w grobie swoich przybranych rodziców na cmentarzu parafialnym w Chrzanowie (sektor 11-16-1).

## Twórczość pisarska oraz publikacje
W latach 1970–1976 powstały najbardziej dojrzałe i cenne jej prace pisarskie:
- Nasza duchowość (1971) (190 s. maszynopisu);
- Refleksje (1971) (34 s. maszynopisu);
- Zarys teologii pracy (1972) (147 s. maszynopisu).

Część opracowania została ogłoszona drukiem w księdze Służebnica Boża Janina Woynarowska (s. 193–283) oraz w zbiorze Myśli wybranych, roz. Pedagogicum pielęgniarskie.
Dzięki poetce i jej przyjaciółce Lucynie Szubel, jej poezja ocalała i została wydana pośmiertnie w kilku tomikach:
- Janina Woynarowska (zebr. i oprac. Lucyna Szubel): Jest światłem pamięci. Chrzanów: Wydawnictwo Św. Stanisława BM Archidiecezji Krakowskiej, 1994. ISBN 83-85903-10-0. OCLC 802720703. Brak numerów stron w książce
- Janina Woynarowska (zebr. i oprac. Lucyna Szubel): Służebnica Boża Janina Woynarowska. Wspomnienia o pielęgniarce oraz wybór jej pism. Kraków: Wydawnictwo Św. Stanisława BM Archidiecezji Krakowskiej, 2000. ISBN 978-83-87960-35-3. OCLC 50554242. Brak numerów stron w książce
- Janina Woynarowska (oprac. Lucyna Szubel): Ważne jest tylko to, aby zawierzyć miłości. Myśli wybrane z pism Janiny Woynarowskiej. Wyd. 2. Chrzanów: Muzeum w Chrzanowie, 2009. ISBN 978-83-926292-9-0. OCLC 750820881. Brak numerów stron w książce

Ponadto jej wiersze, będące głębokim religijnym zamyśleniem zostały zaprezentowane w książce pt. W drodze.
- Janina Woynarowska, W drodze, Kraków: Wydawnictwo św. Stanisława BM Archidiecezji Krakowskiej, 2004 (W Stronę Światła), ISBN 83-7422-008-2, OCLC 749516378. Brak numerów stron w książce

## Proces beatyfikacyjny
Z inicjatywy Instytutu Świeckiego Chrystusa Odkupiciela Człowieka, którego swego czasu była członkinią, przekonanego o świątobliwości jej życia powstał pomysł wyniesienia jej na ołtarze. 26 kwietnia 1999 Stolica Apostolska zezwoliła na otwarcie tego procesu wydając tzw. Nihil obstat.
18 czerwca 1999 metropolita krakowski ks. kard. Franciszek Macharski w swojej kaplicy w Kurii Metropolitalnej otworzył jej proces beatyfikacyjny. Odtąd przysługuje jej tytuł Służebnicy Bożej. Postulatorem diecezjalnym procesu został ks. dr Stefan Misiniec. W niepełne trzy lata od rozpoczęcia tego procesu, 24 kwietnia 2002 w Kurii Metropolitalnej w Krakowie kard. Franciszek Macharski podpisał dokumenty procesu beatyfikacyjnego związane z jej życiem i działalnością, kończąc jego diecezjalną część. Zebrane świadectwa i pisma (około 1500 stron druku) zostały przewiezione do Stolicy Apostolskiej i złożone w Kongregacji Spraw Kanonizacyjnych.
10 października 2007 Kongregacja Spraw Kanonizacyjnych otworzyła rzymską część procesu. Relatorem został ks. dr Hieronim Fokciński, postulatorem ks. prałat Mieczysław Niepsuj – dyrektor Domu Papieskiego pracujący nad tzw. Positio wraz z ks. dr. Markiem Rostkowskim – dyrektorem Biblioteki w Uniwersytecie Urbaniana w Rzymie, po czym 8 lutego 2008 Stolica Apostolska wydała dekret o ważności postępowania diecezjalnego. W 2017 złożono Positio, wymagane w dalszej procedurze beatyfikacyjnej, a następnie 21 maja 2022 decyzją papieża Franciszka podpisano dekret o heroiczności jej cnót i od tej pory przysługuje jej tytuł Czcigodnej Służebnicy Bożej.

## Ordery i odznaczenia
- Odznaka „Za wzorową pracę w służbie zdrowia” (8 kwietnia 1951)[6]
- Medal 10-lecia Polski Ludowej (13 stycznia 1955)[25]
- Srebrny Krzyż Zasługi (17 stycznia 1955)[8]

## Upamiętnienie
- W Chrzanowie 24. dnia każdego miesiąca o godzinie 8:00 w kościele św. Mikołaja odprawiania jest msza św. w intencji wyniesienia jej na ołtarze[21]. Na jej grobie palą się lampki i składane są kwiaty przez wiernych, pamiętających dobroć jej serca[21].
- W dowód pamięci o pielęgniarce, jej imieniem nazwano ulicę przy kościele św. Mikołaja w Chrzanowie[26], a w budynku przychodni przy ul. Sokoła, gdzie pracowała przez wiele lat, odsłonięto i poświęcono tablicę pamiątkową[10].